# سلمان الدوسري
سلمان الدوسري، هو لاعب كرة قدم سعودي معتزل ومركزه مدافع، لعب مع منتخب بلاده في كأس آسيا 1984 والتي أستضافته سنغافورة، حيث حقق سلمان مع زملائه اللقب للمرة الأولى، بالإضافة لمشاركة دورة الألعاب الأولمبية الصيفية التي أستضافته مدينة لوس أنجلوس الأمريكية نفس العام.

## مصدر
- مصدر

## وصلات خارجية
- سلمان الدوسري على موقع أوليمبيديا (الإنجليزية)

1. ↑  Olympedia (بالإنجليزية), 2006, QID:Q95606922